# 普兴镇 (中江县)
普兴镇，是中华人民共和国四川省德阳市中江县下辖的一个乡镇级行政单位。

## 行政区划
普兴镇下辖以下地区：
场镇社区、团坝村、高坪村、江水村、龙门村、三桥村、静安村、山川村、镇江村、铜铃村、新星村、宝山村、石龙店村、海洋沟村、四方村、伏龙村、东升村和高瑶村。